# Közvetlen hangtér
A közvetlen hangtér az akusztikai hangtér azon része, amely a hangforrás közelében tapasztalható, és amely nyitott területen is (a szabadban) azonos akusztikai paraméterekkel rendelkezne (hangintenzitás, irányhatás stb.).
A teremben emellett egy ú.n. „zengő hangtér” is jelen van. A közvetlen hangtérre az a jellemző, hogy a hangintenzitás a forrástól mért távolság négyzetével fordított arányban csökken, ugyanakkor a zengő hangtér energiája nagyjából azonos a teljes térben. Ezért a két térrész között létezik egy olyan felület, ahol a kétféle energia azonos. Ezen felület pontjainak a forrástól mért távolsága nem függ a forrás erősségétől, hanem csak a terem tulajdonságaitól, vagyis ez a teremre jellemző érték. Innen a forrás felé közeledve a közvetlen hangtér, távolodva a zengő hangtér uralkodik.
A nagy hangversenytermekben ez a távolság 5–8 m, vagyis a zenekar és a karmester mindig a közvetlen hangtérben, a közönség a zengő hangtérben tartózkodik.